# Hydrobasileus vittatus
Hydrobasileus vittatus – gatunek ważki z rodziny ważkowatych (Libellulidae).